# Zijpersluis

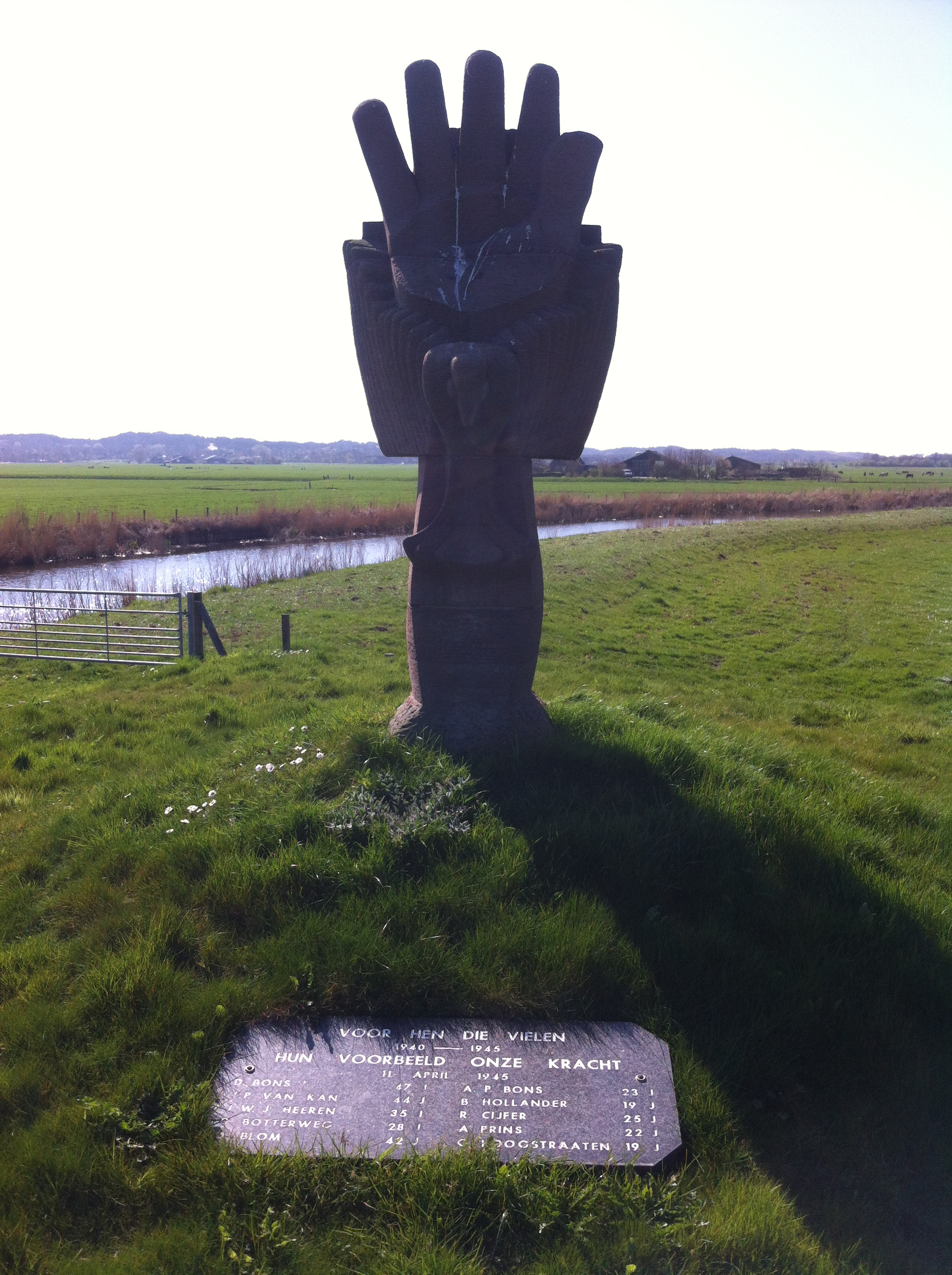
Het monument voor een fusillade te Zijpersluis.

Zijpersluis is een buurtschap in de gemeente Schagen, in de Nederlandse provincie Noord-Holland. De buurtschap grenst aan Burgerbrug (afstand circa 2 kilometer) in het noorden en Krabbendam (afstand circa 1 kilometer) in het westen.
Zijpersluis is vlak na de bedijking van de Zijpe ontstaan. De kern bestond uit vlak bij elkaar staande boerderijen rond het gebied van de sluis. Een van deze boerderijen bestaat nog steeds, 't Huis Vroegh op, dat in 1670 werd herbouwd. Het geldt als de oudste nog bestaande boerderij van de Zijpe.
Zijpersluis ligt op de grens van waar de Grote Sloot en het Noordhollandsch Kanaal elkaar ontmoeten. Het dorp is genoemd naar de Jacob Claesse Sluis die op deze plaats werd gebouwd in 1566. Deze sluis was een van de sluizen die nodig was om de Zijpe droog te maken en te houden.
Lange tijd vertrok vanuit Zijpersluis een pontje dat het mogelijk maakte het kanaal over te steken. Tegenwoordig vaart dit pontje niet meer en is het vanuit de buurtschap niet mogelijk om de andere oever van het kanaal te bereiken. Plannen voor een brug zijn nooit verder uitgewerkt. Wie vanuit Zijpersluis naar de N9 aan de overzijde van het kanaal wil gaan, zal via Burgervlotbrug of Schoorldam moeten rijden.
Bij de buurtschap staat het monument voor een fusillade te Zijpersluis, een gedenkteken aan de Tweede Wereldoorlog. Tussen Zijpersluis en Burgervlotbrug ligt het Windpark Zijpe, dat aan beide zijden van het kanaal staat. De windturbines zijn van grote afstand zichtbaar. Oudere molens zijn er in de polder om Zijpersluis heen: de molen Molen F, uit 1890 en de Groetermolen, ook uit 1890.
"Zijpersluis" is ook de naam van een bungalowpark. Dit ligt echter in het naburige dorp Burgerbrug. Het park is vernoemd naar het plaatsje dat, vanuit het park gezien, aan de overkant van Polder F ligt.
Burgerbrug · Burgervlotbrug · Callantsoog · Dirkshorn · Eenigenburg · Groenveld · Groote Keeten · Krabbendam · Oudesluis · Petten · 't Rijpje · Schagen · Schagerbrug · Schoorldam (deels) · Sint Maarten · Sint Maartensbrug · Sint Maartensvlotbrug · Stroet · Tjallewal · Tolke (deels) · Tuitjenhorn · Valkkoog · Waarland · Warmenhuizen · 't Zand

Buurtschappen: Abbestede · Avendorp · Bliekenbos · 't Buurtje · De Banne · Burghorn · Cornelissenwerf · Dijkstaal · Grootven · Grotewal · Het Korfwater · De Hale · Hemkewerf · Huiskebuurt · Kalverdijk · Keinse · Keinsmerbrug · Kerkbuurt · Lagedijk · Leihoek · Mennonietenbuurt · Nes · Schagerwaard · Sint Maartenszee · Slootgaard · De Stolpen · Stolpervlotbrug · Vennik (deels) · 't Wad · De Weel (deels) · Woudmeer · Zijbelhuizen · Zijpersluis